# Маєсвілл (Південна Кароліна)
Маєсвілл (англ. Mayesville) — місто (англ. town) в США, в окрузі Самтер штату Південна Кароліна. Населення — 548 осіб (2020).

## Географія
Маєсвілл розташований за координатами 33°59′6″ пн. ш. 80°12′16″ зх. д. / 33.98500° пн. ш. 80.20444° зх. д. (33.984912, -80.204443).  За даними Бюро перепису населення США в 2010 році місто мало площу 2,65 км², уся площа — суходіл.

## Демографія
Згідно з переписом 2010 року, у місті мешкала 731 особа в 275 домогосподарствах у складі 183 родин. Густота населення становила 276 осіб/км².  Було 341 помешкання (129/км²).
Расовий склад населення:
| - 83,0 % — чорних або афроамериканців - 14,9 % — білих - 0,1 % — азіатів - 1,0 % — осіб інших рас |

До двох чи більше рас належало 1,0 %. Частка іспаномовних становила 2,2 % від усіх жителів.
За віковим діапазоном населення розподілялося таким чином: 21,8 % — особи молодші 18 років, 62,9 % — особи у віці 18—64 років, 15,3 % — особи у віці 65 років та старші. Медіана віку мешканця становила 45,3 року. На 100 осіб жіночої статі у місті припадало 83,2 чоловіків;  на 100 жінок у віці від 18 років та старших — 79,3 чоловіків також старших 18 років.
Середній дохід на одне домашнє господарство  становив 41 890 доларів США (медіана — 32 000), а середній дохід на одну сім'ю — 54 046 доларів (медіана — 53 750). За межею бідності перебувало 30,3 % осіб, у тому числі 45,7 % дітей у віці до 18 років та 21,4 % осіб у віці 65 років та старших.
Цивільне працевлаштоване населення становило 198 осіб. Основні галузі зайнятості: освіта, охорона здоров'я та соціальна допомога — 31,3 %, виробництво — 23,2 %, мистецтво, розваги та відпочинок — 9,1 %, науковці, спеціалісти, менеджери — 7,6 %.